# Кирилл (Мучичка)
Епи́скоп Кири́лл (словац. Biskup Cyril, в миру Васи́лий Ива́нович Мучи́чка, словац. Vasiľ Mučička; 17 апреля 1924, село Горонда — 25 июля 1979, Градец-Кралове) — епископ Чехословацкой православной церкви, епископ Михаловский.

## Биография
Родился 17 апреля 1924 года в селе Горонда близ города Мукачево (ныне Мукачевский района Закарпатской области) в семье земледельцев. Как указано в официальной биографии, родители «воспитывали сына в любви к Богу и народу и в верности православной традиции предков». В 1931—1935 годах учился в народной школе родного села, по окончании которой был принят в русскую гимназию в Мукачеве.
Некоторое время был насельником Изского Николаевского мужского монастыря.
В 1943 году поступил на Православный богословский факультет университета в Будапеште, однако вскоре из-за неблагоприятных условий, связанных с войной, вынужден был оставить обучение. После освобождения Чехословакии занимался преподаванием религии в качестве катехета.
В 1947 году поступил в Николаевский Мукачевский мужской монастырь на Чернечьей горе в Мукачеве, где после прохождения иноческого испытания он был пострижен в монашество с именем Кирилл в честь равноапостольного Кирилла.
В 1949 году архиепископом Мукачево-Ужгородским Макарием (Оксиюком) рукоположён в сан иеродиакона, а в 1950 году епископом Иларионом (Кочергиным) — в сан иеромонаха. В сане иеродиакона, а затем иеромонаха служил в епархиальном управлении в Мукачеве.
В 1951 году направлен в Московскую духовную академию, которую окончил в 1956 году со степенью кандидата богословия. Некоторое время служил в храмах Москвы — Петропавловским храме и храме святого Архангела Гавриила.
В 1957 году по прошению Православной церкви в Чехословакии иеромонах Кирилл был отпущен для служения в Пряшевскую епархию (Словакия), где был настоятелем храмов в Брезничке и Петрийне.
В 1958 году был призван для работы на Православном богословском факультете Университета в Пряшеве в качестве спиритуала (духовника), а также преподавателя Священного Писания, еврейского, греческого и латинского языков. В 1961 году был возведён в сан архимандрита.
В августе 1965 года освободилась должность викарного епископа Требишовского. Священный синод рекомендовал на эту должность профессора Православного богослужебного факультета архимандрита Кирилла (Мучичку): «…он выполняет все условия церковных канонов». 13 ноября того же года в православном соборном храме в Михаловце состоялось заседание епархиального собрания Михаловской епархии, на котором он был официально избран викарным епископом Требишовским и преемником епископа Мефодия на Михаловской кафедре. В тот же день в архиерейской резиденции в Михаловце состоялось наречение архимандрита Кирилла во епископа Требишовского, викария Михаловской епархии, которое совершили митрополит Пражский и всей Чехословакии Дорофей (Филип), епископ Мефодий (Милли) и епископ Николай (Коцвар). 14 ноября в православном соборном храме в Михаловце теми же архиереями рукоположён во епископа Требишовского, викария Михаловской епархии.
4 октября 1966 года после кончины епископа Михаловского Мефодия в соответствии с принятыми ранее решениями он автоматически занял должность епископа Михаловского.
13 июня 1968 года Чехословацкое правительство разрешило деятельность Грекокатолической церкви, что вызвало массовое возвращение в унию ранее воссоединённых униатских общин Восточной Словакии, сопровождавшееся конфликтами из-за храмовых помещений. Православная церковь смогла сохранить лишь часть своих церковных объектов. На 1 января 1980 года в состав Михаловской епархии входили 21 храм, 17 приходов и 31 филиал, в которых несли служение 17 клириков; 19 храмов находилось в совместном пользовании с Грекокатолической церковью.
Скончался 25 июля 1979 года после непродолжительной болезни.